# فرهنگستان بین‌المللی کیهان‌نوردی
فرهنگستان بین‌المللی کیهان‌نوردی یک سازمان مردم‌نهاد است. این سازمان را کارشناسانی با هدف گسترش مرزهای فضای بیرونی پدید آورده‌اند. این سازمان در ۱۶ اوت ۱۹۶۰ (میلادی) در استکهلم سوند بنیان‌گذاری شد.
کار فرهنگستان بین‌المللی کیهان‌نوردی، گسترش کیهان‌نوردی با هدف‌های صلح‌آمیز، شناسایی افراد کارشناس مرتبط با یکی از شاخه‌های دانش یا فناوری، و ارائه برنامه‌ای است که مشخص می‌کند کدام اعضا می‌توانند در تلاش‌های بین‌المللی برای پیشرفت فناوری هوافضا مشارکت کنند. فرهنگستان بین‌المللی کیهان‌نوردی همکاری نزدیکی با فدراسیون بین‌المللی فضانوردی و سازمان‌های فضایی بین‌المللی و ملی دارد.

## ماهنامه
فرهنگستان بین‌المللی کیهان‌نوردی پشتیبان ماهنامه "آکتا آسترونومیکا" است که توسط انتشارات الزویر منتشر می‌شود. این ماهنامه به موضوع‌های توسعه فناوری دانش فضایی در رابطه با اکتشاف علمی صلح‌آمیز در فضا و بهره‌برداری از آن برای رفاه، پیشرفت، درک، طراحی، و توسعه انسان، و همچنین عملیات فضایی و سامانه‌های زمینی می‌پردازد.